# 馬來西亞開放大學
馬來西亞開放大學（Open University Malaysia，縮寫 OUM），是馬來西亞一所以遠距教學為主的私立大學，創辦者多媒體技術強化操作私人公司（Multimedia Technology Enhancement Operations Sdn Bhd，縮寫 METEOR）是由十一所馬來西亞公立大學共同組成的一個教育機構。主校區位於吉隆坡。除此之外，還有全馬來西亞共37個學習中心，其中10個是區域學習中心。
2001年，作為國內最早期的開放大學，OUM為753名學生敞開了大門。2002年8月26日，时任首相马哈迪·莫哈末为该校主持开幕。2011年，大學有超過十萬名學生修讀五十多個學術課程。馬來西亞高等教育評級系統已將大學評為第五級（優秀）的教育機構。

## 電子學習方法和工具

### 開放入學
開放入學對一個學位課程的入學條件沒有限制，適用於擁有學習經驗的成年人，以學術課程的學習成果進行評估和配對。

### 混合式學習方法
- 面授學習：導修過程中，學生有機會面見他們的導師，討論他們的學科問題及功課。
- 電子學習：學生必須使用學習管理系統參加網絡論壇，與他們的導師和同學進行討論。
- 自我管理學習模式：學生無需參與導修課，但他們仍需前來參加考試；他們可透過學習管理系統學習。
- 移動學習：學習材料設計成可下載的格式，學生使用桌面或筆記型電腦造訪，也可選擇將這些內容傳送到手提電話查看。學生需要配備手提電話所必要的功能。

OUM在全國擁有強大的學習中心網絡，包括各大城市和城鎮，從馬來西亞半島到沙巴和砂拉越，其中53個學習中心配備了導修室，電腦室，圖書館和互聯網設施。

## 教學單位
- 商業與管理學院
- 教育及語文學院
- 應用社會科學院
- 資訊科技及多媒體通訊學院
- 科技學院
- 研究生中心

## 外國學生
大學的國際學生來自新加坡，印度尼西亞，加拿大，巴基斯坦，孟加拉國，斯里蘭卡，馬爾代夫，巴林，利比亞，沙特阿拉伯，卡塔爾，也門和印度。

## 外部連結
- Open University Malaysia Official Website （页面存档备份，存于）